# Ryan Adams
Ryan Adams (født 5. november 1974) er en amerikansk sanger.
For ham var country-musik en del af hans musikalske opvækst. Som teenager udviklede han imidlertid smag for punk, især Black Flag, og startede som 14-årig sit eget punkband, The Patty Duke Syndrome, opkaldt efter tv-skuespillerinden Patty Duke, som Adams var forelsket i i sine teenage-år.
Efter et par år med punkmusik fik Adams trang til at udvide sit musikalske repertoire, og som 19-årig startede han gruppen Whiskeytown.
Whiskeytown spillede country med et ungdommeligt respektløst og dog hengivent forhold til genren. Gruppen blev et af de største navne indenfor den alternative country, inden de som følge af en kombination af kaotiske personligheder og internt pladeselskabsfnidder gik i opløsning med kun tre albums bag sig.

## Solokarriere
Allerede ved gruppens opløsning havde Ryan Adams opnået et vist navn i undergrunds-kredse som en formidabel sangskriver, men det helt store gennembrud for ham kom, da han slog ind på sin solokarriere. Musikalsk har hans soloudgivelser fjernet sig fra country-lyden og været orienteret mod et mere traditionelt rock-udtryk, og Adams mestrer både den intimt bekendende singer-songwriter-stil og den skråsikre støjende og udskejende rock'n'roll.
Solo-debut'en Heartbreaker fik imponerende anmeldelser, og Ryan Adams kunne for en tid sole sig i anmeldernes ubetingede velvilje. Dog har hans stjerne funklet knap så stærkt i den senere tid, ikke mindst grundet den udpræget rockede 'Rock'n'Roll', der bar præg af hastværk og muligvis var et bestillingsarbejde fra pladeselskabets side. Tilliden blev dog genvakt med de to forslåede udgivelser Love Is Hell Part 1 + 2, og senest har han genfundet sine country-rock-rødder på det nys udgivne dobbeltalbum Cold Roses.
Adams har modsat sit forbillede Gram Parsons formået at runde de 30 samt holde den kreative damp oppe: på under et år (fra maj 2005 til januar 2006) udsendte han tre albums på et år, der alle rummer flere stjernestunder.
Ryan Adams holdt i 2006 et års albumpause, hvor han også blev sit stof- og alkoholmisbrug kvit, og udsendte derefter studiealbummet Easy Tiger i juli 2007.

## Kontroverser
Ryan Adams er af flere kvindelige samarbejdspartnere og sin ekskone Mandy Moore blevet beskyldt for at have udnyttet sin position i musikmiljøet til at manipulere kvindelige kunstnere seksuelt. Sangskriveren Phoebe Bridgers har skrevet flere sange, der handler om hans grænseoverskridende adfærd på sit album Punisher(2020).

## Diskografi

### Albums
- 2000: Heartbreaker
- 2001: Gold
- 2002: Demolition
- 2003: Love Is Hell pt. 1 - ep
- 2003: Love Is Hell pt. 2 - ep
- 2003: Rock'n'Roll
- 2005: Cold Roses
- 2005: Jacksonville City Nights
- 2006: 29
- 2007: Easy Tiger
- 2008: Cardinology
- 2010: Orion
- 2010: III/IV
- 2011: Ashes & Fire
- 2014: Ryan Adams
- 2017: Prisoner